# Піперада
Піперада (Piperade гасконською та французькою, або Piperrada баскською та іспанською, от piper — «перець» гасконською та баскською) — типова баскська страва, приготоване з цибулі, часнику, зеленого перцю та помідорів, обсмажених на оливковій олії і приправлених місцевим червоним перцем Еспелетт. Його можна замінити паприкою. Відмінність піперади від інших подібних страв (наприклад, шакшука) полягає у великій кількості солодкого перцю, якого стільки ж, скільки й помідор. Зазвичай готується з яйцями, які вводяться в гарячу овочеву суміш. Іноді піперада готується без яєць, як соус до м'яса.
Піпераду можна подавати як основну страву або як гарнір. Типові додатки включають м'ясо, наприклад, шинка (хамон) або рибу. Також готову піпераду намазують на підсушений хліб.
Кольори страви відображають кольори баскського прапора: червоний, зелений та білий.